# Кон, Герман Людвиг
Ге́рман Лю́двиг Кон (нем. Hermann Ludwig Cohn; 4 июня 1838, Вроцлав — 11 сентября 1906, Вроцлав) — немецкий врач и офтальмолог.
С 1868 года — доцент, с 1874 года — экстраординарный профессор Берлинского университета, известен своими работами по школьной гигиене глаза, а также по фотографированию внутренности глаза.

## Труды
- «Untersuchungen der Augen von 10060 Schulkindern etc.» (Лпц. 1867);
- «Schussverletzungen des Auges» (Эрл. 1872);
- «Vorarbeiten für eine Geographie der Augenkrankheiten» (Йена, 1874);
- «Studien über angeborne Farbenblindheit» (Бресл., 1879);
- «Die Hygiene des Auges m den Schulen» (Вена, 1883; есть русск. и англ. переводы);
- «Das Auge und die kunstliche Beleuchtung» (Брауншв. 1883);
- «Die arziliche Ueberwachung der Schulen zur Verhutung der Verbreitung der Kurzsichtigkeit» (Вена 1887);
- «Die Schule der Zukunft» (Гамб. 1890) и др.